# Bury a Friend
Singles de Billie Eilish
Come Out and Play
(2018)

When I Was Older
(2019) Wish You Were Gay
(2019)
Clip vidéo
[vidéo] « Bury a Friend », sur YouTube
Bury a Friend (stylisée en minuscules : « bury a friend ») est une chanson de l'auteure-compositrice-interprète américaine Billie Eilish extraite de son premier album studio, intitulé When We All Fall Asleep, Where Do We Go? et sorti le 29 mars 2019.
La chanson a été publiée en single le 30 janvier 2019, environ deux mois avant la sortie de l'album.
Aux États-Unis, la chanson a débuté à la 74e place du Billboard Hot 100 (pour la semaine du 9 février 2019), atteignant sa meilleure position à la 14e place la semaine suivante (celle du 16 février).
Le groupe Duran Duran inclut une reprise de la chanson sur son album Danse Macabre (2023).
La série True Detective reprend la chanson pour le generique de la saison 4

## Composition
La chanson est écrite et composée par Billie Eilish O'Connell avec son frère Finneas O'Connell et produite par ce dernier.